# Ariadna changellkuk
Ariadna changellkuk là một loài nhện trong họ Segestriidae.
Loài này thuộc chi Ariadna. Ariadna changellkuk được Cristian J. Grismado miêu tả năm 2008.